# سيمون أمبروز
سيمون أمبروز (بالإنجليزية: Simon Ambrose)‏ هو مشارك تلفزيون الواقع ‏ بريطاني، ولد في 1980 في لندن في المملكة المتحدة.